# 古川昌明
古川 昌明（ふるかわ まさあき、1968年8月28日 - ）は、日本の元サッカー選手、現指導者。選手時代のポジションはゴールキーパー。元日本代表。

## 略歴
小学6年生でサッカーを始め中学1年生からゴールキーパーとなる。市原緑高校卒業後、1987年に日本サッカーリーグ1部の本田技研工業サッカー部（現・Honda FC）に加入。同い年で同期就職に北澤豪、黒崎久志がいる。1989年にトップチームに登録されるまでのあいだ、練習こそチームと一緒に行うものの、試合出場は静岡県リーグ所属のチームに限られていた。1989年、JSLカップで2試合に出場。1990-91シーズンにブラジル人GKアベリヤが加入する煽りを受け、古川は埼玉県狭山市にある狭山工場へ転勤を命じられ、GK不足だった埼玉県リーグの本田技研工業狭山サッカー部（後のホンダルミノッソ狭山FC）でプレーすることになる。狭山は浜松と比べ労働時間が長く、練習グラウンドも土という劣悪な環境だった。チームは1年で関東リーグに昇格。古川はプロ入りを目指すべく本田技研工業を退社してブラジルで経験を積むという決断をする。
1991年6月にブラジルに渡り、現地のクラブで練習に参加。最初の半年間はGKコーチのいない田舎町の小さなクラブにいたが、その後知人から名将テレ・サンタナを紹介してもらい、彼が監督を務めるサンパウロFCでの練習に参加。サンパウロでは元ブラジル代表GKコーチのヴァウジール・ジ・モラエスの指導を受けた。
本田技研工業時代の同期である黒崎の紹介により鹿島アントラーズのテストを受け、1992年途中より入団。Jリーグ開幕年の1993年、38試合すべてにフルタイム出場。1stステージに優勝し、チャンピオンシップ2試合にも出場した。同年には日本代表にも選ばれ、1993年9月のスペイン遠征に帯同した 翌年からは度々の故障に苦しんだが、1996年はシーズン途中から先発に復帰してJリーグ年間優勝に貢献する。1998年途中からはアビスパ福岡に期限付き移籍。1999年、鹿島に復帰。その後FC東京からのオファーがあったが、2000年をもって引退した。
2008年に第一子誕生。その後2013年には第二子が誕生した。
引退後はコリンチャンスやCFZジュニオールチームなどへのコーチ留学を経て、2003年から2008年まで川崎フロンターレのGKコーチを務めた。2012年から鹿島アントラーズのGKコーチに就任。2017年に契約切れによる退団を発表した。
2019年、いわきFCのGKコーチに就任。

## 所属クラブ
- 1981年 - 1983年 蘇我中学校
- 1984年 - 1986年 市原緑高等学校
- 1987年 - 1990年 本田技研工業サッカー部（登録は1989/90年のみ）
- 1990年 - 1991年 本田技研工業狭山サッカー部
- 1991年 - 1992年 ブラジル留学（サンパウロFCなど）
- 1992年 - 2000年 鹿島アントラーズ
  - 1998年9月 - 12月 アビスパ福岡（期限付き移籍）[7]

## 個人成績
| 国内大会個人成績 | 国内大会個人成績 | 国内大会個人成績 | 国内大会個人成績 | 国内大会個人成績                       | 国内大会個人成績 | 国内大会個人成績 | 国内大会個人成績  | 国内大会個人成績 | 国内大会個人成績 | 国内大会個人成績 | 国内大会個人成績 |
| 年度             | クラブ           | 背番号           | リーグ           | リーグ戦                               | リーグ戦         | リーグ杯         | リーグ杯          | オープン杯       | オープン杯       | 期間通算         | 期間通算         |
| 年度             | クラブ           | 背番号           | リーグ           | 出場                                   | 得点             | 出場             | 得点              | 出場             | 得点             | 出場             | 得点             |
| 日本             | 日本             | 日本             | 日本             | リーグ戦                               | リーグ戦         | JSL杯/ナビスコ杯 | JSL杯/ナビスコ杯  | 天皇杯           | 天皇杯           | 期間通算         | 期間通算         |
| ---------------- | ---------------- | ---------------- | ---------------- | -------------------------------------- | ---------------- | ---------------- | ----------------- | ---------------- | ---------------- | ---------------- | ---------------- |
| 1989-90          | 本田             | 25               | JSL1部           | 0                                      | 0                | 2                | 0                 |                  |                  |                  |                  |
| 1990             | 本田狭山         |                  | 埼玉県           |                                        |                  | -                | -                 | -                | -                |                  |                  |
| 1991             | 本田狭山         |                  | 埼玉県           |                                        | -                | -                | -                 | -                |                  |                  |                  |
| 1992             | 鹿島             | -                | J                | -                                      | -                | 5                | 0                 | 3                | 0                | 8                | 0                |
| 1993             | 鹿島             | -                | J                | 36                                     | 0                | 3                | 0                 | 5                | 0                | 44               | 0                |
| 1994             | 鹿島             | -                | J                | 34                                     | 0                | 1                | 0                 | 0                | 0                | 35               | 0                |
| 1995             | 鹿島             | -                | J                | 26                                     | 0                | -                | -                 | 0                | 0                | 26               | 0                |
| 1996             | 鹿島             | -                | J                | 15                                     | 0                | 4                | 0                 | 3                | 0                | 22               | 0                |
| 1997             | 鹿島             | 1                | J                | 5                                      | 0                | 6                | 0                 | 0                | 0                | 11               | 0                |
| 1998             | 鹿島             | 1                | J                | 9                                      | 0                | 0                | 0                 | -                | -                | 9                | 0                |
| 1998             | 福岡             | 30               | J                | 1                                      | 0                | 0                | 0                 | 0                | 0                | 1                | 0                |
| 1999             | 鹿島             | 1                | J1               | 0                                      | 0                | 0                | 0                 | 0                | 0                | 0                | 0                |
| 2000             | 鹿島             | 1                | J1               | 0                                      | 0                | 0                | 0                 | 0                | 0                | 0                | 0                |
| 通算             | 日本             | 日本             | J1               | 126                                    | 0                | 19               | 0                 | 11               | 0                | 156              | 0                |
| 通算             | 日本             | 日本             | JSL1部           | 0                                      | 0                | 2                | 0\|\|\|\|\|\|\|\| |                  |                  |                  |                  |
| 通算             | 日本             | 日本             | 関東             | \|\|\|\|colspan="2"\|-\|\|\|\|\|\|\|\| |                  |                  |                   |                  |                  |                  |                  |
| 通算             | 日本             | 日本             | 埼玉県           | \|\|\|\|colspan="2"\|-\|\|\|\|\|\|\|\| |                  |                  |                   |                  |                  |                  |                  |
| 総通算           | 総通算           | 総通算           | 総通算           | 126\|\|\|\|21\|\|0\|\|\|\|\|\|\|\|     |                  |                  |                   |                  |                  |                  |                  |

その他の公式戦
- 1993年
  - Jリーグチャンピオンシップ 2試合0得点
- 1996年
  - サントリーカップ 2試合0得点
- 1997年
  - XEROX SUPER CUP 1試合0得点
- 1998年
  - XEROX SUPER CUP 1試合0得点

その他の国際公式戦
- 1997年 - 1998年
  - アジアクラブ選手権 4試合0得点

## タイトル

### クラブ
鹿島アントラーズ
- XEROX SUPER CUP (1997年、1998年)

## 代表歴
- 1993年　日本代表（A代表）

## 指導歴
- ブラジル留学（SCコリンチャンス・パウリスタ、CFZ）
- 2003年 - 2011年 川崎フロンターレ
  - 2003年 - 2008年  トップチーム GKコーチ
  - 2009年 - 2011年  U-18 GKコーチ
- 2012年 - 2017年 鹿島アントラーズ GKコーチ
- 2019年 - 2022年 いわきFC GKコーチ
- 2023年 - 清水エスパルス GKコーチ